# Samuel Granowsky

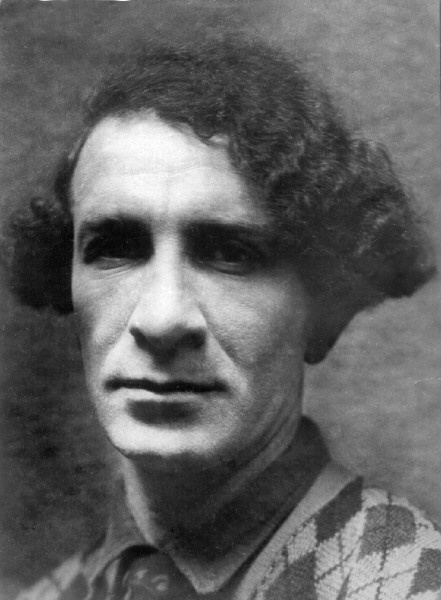
Samuel Granowsky

Samuel Chaim Granowsky (geboren 5. August 1882 in Jekaterinoslaw, Gouvernement Jekaterinoslaw, Russisches Kaiserreich; gestorben 1942 im KZ Auschwitz) war ein jüdischer Maler, Grafiker und Bildhauer in Paris.

## Leben

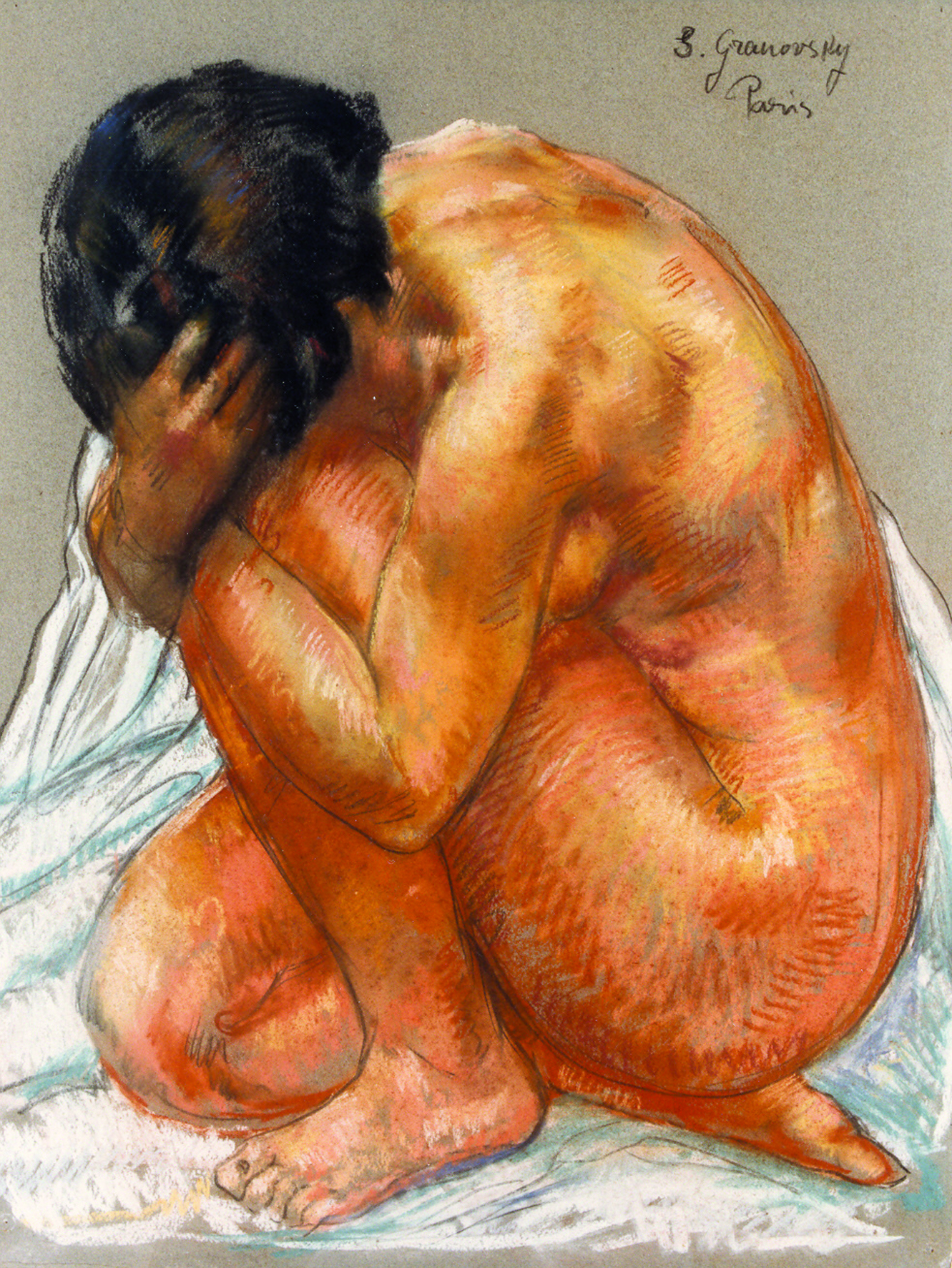
Nu accroupi

Samuel Granowsky kam aus einer jüdischen Bauernfamilie in der Ukraine. Ab 1901 studierte er an der Odessaer Kunstschule. 1904 wurde er nach dem Beginn des Russisch-Japanischen Krieges zum Militärdienst eingezogen. 
1908 ging Samuel Granowski zum Kunststudium nach München. 1909 zog er nach Paris. Dort begann seine künstlerische Karriere.
Er ließ sich am Rande des Montparnasse-Viertels in der berühmten Künstlersiedlung „La Ruche“  nieder und betätigte sich als Maler, Grafiker und Bildhauer. Zum Broterwerb arbeitete er u. a. als Reinigungskraft im legendären Café „La Rotonde“ und an der Académie de la Grande Chaumière als Modell. 
Samuel Granowsky wurde zu einer prominenten Figur der Pariser Künstler-Bohème. Weil er gerne in einem hell karierten Hemd und einem Texas-Hut durch die Straßen von Paris spazierte hatte er den Spitznamen „Montparnasse-Cowboy“.
1914 verließ Samuel Granowsky nach Beginn des Ersten Weltkriegs Paris und zog zurück nach Odessa. 1920 kehrte er nach Paris zurück. Dort stand er in Kontakt zur Gemeinschaft russischer Künstler. Er war Mitglied der Union des Artistes Russes à Paris und ab 1921 Mitglied der Gruppe „Cherez“, die es sich zur Aufgabe gemacht hatte, die russischen Emigranten mit Vertretern der französischen Kultur zusammenzuführen.
1940 blieb Samuel Granovsky auch nach der deutschen Besetzung in Paris. Dort wurde er am 17. Juni 1942 beim Rafle du Vélodrome d’Hiver, einer Massenfestnahme von Juden, verhaftet und in das Sammellager Drancy gebracht. Von dort kam er am 22. Juli nach Auschwitz, wo er umkam.

## Künstlerisches Werk
Samuel Granowsky malte vor allem Straßenszenen und Akte, meist mit Ölfarben, Pastellfarben, Sepia und Rötel. Außerdem schuf er abstrakte Skulpturen im Stil des Dadaismus.
Er war seit 1918 auf mehreren wichtigen Ausstellungen mit eigenen Werken vertreten.
1923 entwarf er für die zweite Inszenierung von Tristan Tzaras dadaistischem Stück Le Cœur à gaz die Bühnenausstattung zusammen mit Sonia Delaunay und anderen.
Der Kunstkritiker Maurice Reynal charakterisierte seine Kunst, dass „Werke von Granovsky nicht der Realität unseres Lebens ähnelten. Elemente in seinen Werken entsprachen nicht unserer Vorstellung von existierenden Objekten, obwohl sie ihre Ähnlichkeit mit Kugel und Würfel in der Konstruktion beibehielten. Seine Kunst könnte ein neuer Weg oder eine neue Kunstbewegung sein, die ihre eigene Ästhetik finden würde.“
Seine Werke werden in der Gegenwart auf dem internationalen Kunstmarkt verkauft.

## Werke (Auswahl)
- Selbstporträt (Öl auf Leinwand, 61 × 46 cm, um 1920)[3]
- Stehende Nackte (Rötel; 48,5 × 31 cm, 1926)[4]
- Weiblicher Akt mit Kopfbedeckung (Pastell, 88 × 72 cm, 1926; Museum Kunst der Verlorenen Generation, Salzburg)[5]
- Les maisons (Öl auf Leinwand, 46 × 55 cm, 1928)[6]

## Ausstellungen

### Zeitgenössische Ausstellungen
Samuel Granowsky war auf wichtigen Ausstellungen und in einigen Galerien mit eigenen Werken beteiligt.
- 1918 Ausstellung der Society of Independent Artists, mit fünf Werken
- ab 1920 mehrmals Salon d’Automne
- ab 1921 Salon des Indépendants
- 1921 London-Whitechapel, Ausstellung russischer Künstler
- 1923 Paris, Galerie „La Licorne“
- 1924 Paris, Café „Port-Royal“
- 1925 Paris, Café „La Rotonde“
- 1926 Paris, Musée Galliera
- 1937 Paris, Galerie Zak

### Spätere Ausstellungen
- 1955: Paris, Galerie Zak. Ausstellung der in der Deportation verstorbenen Künstler und Bildhauer
- 1961: Paris, Ausstellung Russische Künstler der Pariser Schule
- 1968: Tel Aviv, Tel Aviv Museum of Art. Jüdische Künstler, die im Holocaust starben
- 2001: Paris, Paris School. Jüdische Künstler in Paris, 1905–1939
- 2006: Ramat Gan. Odessa Parisians
- 2007: Turin, Museo Diffuso della Resistenza, della Deportazione, della Guerra, dei Diritti e della Liberta. Montparnasse déporté. Artisti europei da Parigi ai lager
- 2015: Wien, Auktionshaus Articurial. Paris School. Jüdische Künstler in Paris, 1905–1939